# Vyškovce nad Ipľom
Vyškovce nad Ipľom és un poble i municipi d'Eslovàquia que es troba a la regió de Nitra, al sud-oest del país. La primera menció escrita de la vila es remunta al 1256.

## Demografia
| Godina             | 1994 | 2004   | 2014   | 2024   |
| ------------------ | ---- | ------ | ------ | ------ |
| Nombre de persones | 711  | 700    | 664    | 652    |
| Diferència         |      | −1,54% | −5,14% | −1,80% |

| Godina             | 2023 | 2024   |
| ------------------ | ---- | ------ |
| Nombre de persones | 657  | 652    |
| Diferència         |      | −0,76% |